# Max de Crinis
Pour les articles homonymes, voir Crinis.
Max de Crinis (né le 29 mai 1889 à Ehrenhausen près de Graz, mort le 2 mai 1945 à Stahnsdorf près de Berlin) était un psychiatre et neurologue qui a exercé pendant le Troisième Reich nazi. 

## Biographie
Max de Crinis avait fui l'Autriche et, au sein des psychothérapeutes de l'Institut Göring, le bruit courait qu'il avait dû quitter son pays après avoir participé à une tentative de putsch. Il affichait des positions ouvertement antisémites. À l'instar de collègues comme Alfred Hoche, il était très virulent contre toute forme de psychothérapie, pour lui et a fortiori plus encore contre la psychanalyse freudienne qu'il voyait comme « une orientation juive » à bannir. Tout au plus pouvait-il admettre que la psychothérapie devait être une méthode accessoire pour une science nosologique et physiologique. Il s'était par ailleurs opposé à plusieurs reprises à son collègue Matthias Göring qui dirigeait l'institut de psychothérapie nazie.
Max de Crinis a dirigé la clinique universitaire neurologique de Cologne et la clinique psychiatrique et neurologique de la Charité à Berlin. Il était SS-Standartenführer et consultant ministériel pour les questions médicales au bureau scientifique du Ministère du Reich pour la science, l'éducation et  la propagande (en allemand : Reichsministeriums für Wissenschaft, Erziehung und Volksbildung). C'est à ce titre qu'il a préparé le Programme Aktion T4 d'euthanasie et participé à sa réalisation. Il se suicide le 2 mai 1945.

## Dans les arts et la culture

### Filmographie

#### Télévision
- 2017 : Lukas Miko le joue dans Charité.